# Velká Chyška
Velká Chyška (deutsch Groß Chyschka, auch Groß Chischka) ist eine Gemeinde in Tschechien. Sie liegt fünf Kilometer nordöstlich von Pacov und gehört zum Okres Pelhřimov.

## Geographie
Velká Chyška befindet sich im Südwesten der Böhmisch-Mährischen Höhe am Fuße des Stražiště-Massivs. Das Dorf liegt auf einem Höhenrücken über den Tälern des Sádecký potok, Smrčinský potok und der Trnávka. Nördlich erhebt sich der Duškův vrch (590 m), im Nordosten der Bukovec (587 m), östlich der Šibeniční vrch (555 m), im Süden die Chyška (556 m) sowie im Nordwesten der Hřeben (685 m) und Stražiště (744 m).
Nachbarorte sind Útěchovice pod Stražištěm, U Rozštěpu, Smrčina und Babice im Norden, Lesná und Kyjov im Nordosten, Horní Dvůr, Hořepník und Vítovice im Osten, Březina und Přáslavice im Südosten, Samšín, Roučkovice und Hrádek im Süden, Mareda im Südwesten, Cetule und Bratřice im Westen, sowie Černý Rybník und Huť im Nordwesten.

## Geschichte
Chyschka wurde in der Mitte des 12. Jahrhunderts durch Vladislav II. zum Seelenheil seines Verwandten Michael dem Kloster Strahov gestiftet. Es wird angenommen, dass dies entweder zwischen 1140 und 1148 oder nach seiner Krönung im Jahre 1158 erfolgt ist. Während der Hussitenkriege entzog Kaiser Sigismund das Dorf aus dem klösterlichen Besitz und verkaufte es dem Karlsteiner Burggrafen Marsico Huca de Wokowa. Dessen Sohn Wenzel schenkte das Dorf 1436 Jan Malovec von Pacov. 1530 verkauften die Herren von Malovec die Herrschaft Chischka an Wenzel Rabenhaupt von Sucha (Václav Robmhap ze Suché). Dessen gleichnamiger Sohn überließ 1550 die Herrschaft einschließlich der Dörfer Outěchovice, Bratřice und Vielanticum an Oldřich Španovský. Dieser verkaufte Vielanticum drei Jahre später an Václav Mahanec. 1614 überließ Oldřich Španovský d. J. die Herrschaft dem Strahover Abt Johann Lohelius. Sein Nachfolger Caspar von Questenberg verkaufte die abgelegene Herrschaft 1620 mit Einverständnis des Prager Erzbischofs Lohelius für 9000 Gulden an Jan Vosrovský. Dessen Besitz wurde nach der Schlacht am Weißen Berg konfisziert und Kaiser Ferdinand II. gab Chischka das Kloster Strahov zurück. Während des Dreißigjährigen Krieges wurde die Herrschaft verwüstet und die Pfarre in Chischka erlosch. Die geistliche Betreuung übernahm ab 1667 der Pfarrer von Hořepník und ab 1679 der Patzauer Seelsorger. Später wurde die Pfarre erneuert. 1836 gründete die Pfarre Velká Chyška am Černý rybník die Glashütte Jarolímka, zu deren Betrieb das Holz des Pfarrwaldes genutzt wurde. Nach 40-jährigem Betrieb wurde sie stillgelegt, da inzwischen die Holzbestände verbraucht waren.
Nach der Ablösung der Patrimonialherrschaften bildete Velká Chýška ab 1850 eine Gemeinde in der Bezirkshauptmannschaft Pelhřimov. 1878 wurde auf dem Stražiště ein hölzerner Aussichtsturm errichtet, der in den 1930er Jahren durch einen höheren ersetzt wurde. 1964 wurde er abgetragen. Zwischen 1949 und 1961 gehörte die Gemeinde zum Okres Pacov und kam nach dessen Auflösung zum Okres Pelhřimov zurück. Zwischen 1967 und 1990 war Lesná nach Velká Chyška eingemeindet.

## Gemeindegliederung
Für die Gemeinde Velká Chyška sind keine Ortsteile ausgewiesen.

## Sehenswürdigkeiten
- Kirche Johannes des Täufers, erbaut 1898 im neoromanischen Stil
- Pfarrhaus
- Statue des hl. Johannes von Nepomuk am Dorfplatz, geschaffen 1742
- Stražiště mit Wallfahrtskapelle Johannes des Täufers an einer heilkräftigen Quelle sowie Fernseh- und Rundfunksender
- Erholungsgebiet am Černý rybník